# 千葉裕子
千葉 裕子（ちば ゆうこ、1944年7月20日 - ）は、日本の女優。東京都出身。特技は三味線、日舞。松竹歌劇団出身。一時期、巴 三枝という芸名で活動していた。

## 出演

### 映画
- 大地の子守歌（1976年、行動社＝木村プロ） - はる
- 曽根崎心中（1978年、行動社＝木村プロ） - おかよ
- セカンド・ラブ（1983年、東映） - 尚子
- 檻の中の欲しがる女たち（1987年、日活） - 佐藤玲子
- 人間の砂漠（1990年、キネマスターフィルム）
- 無頼平野（1995年、ワイズ出版） - 鈴子
- 月島狂奏（1996年、Angle Picturee）
- すばらしき臨終（1997年、FKD）

### テレビドラマ
- 戦え! マイティジャック 第22話「東京タワーに白旗あげろ」（1968年、CX / 円谷プロ） - Qの女
- 頑張れ!かあちゃん 第11話から（1969年、NET） - 木田道子
- 特別機動捜査隊（NET）
  - 第435話「一郎とマリ」（1970年）
  - 第585話「華麗なる貧困」（1973年） - 広子
- あなたはいない（1970年、TBS）
- 愛と死のかたみ（1977年、TBS）
- 太陽にほえろ! （NTV）
  - 第330話「天使の微笑み」（1978年） - 雅江
  - 第694話「出口のない迷路」（1986年） - 小山内佐和子
  - 第704話「未亡人は十八歳」（1986年） - 奥寺の姉
- ふしぎ犬トントン 第6話「男と男の国際デート」（1978年、CX） - 女性アナウンサー
- ウルトラマン80 第42話「さすが! 観音さまは強かった!」（1981年、TBS / 円谷プロ） - 岩水信夫の母
- 土曜ワイド劇場 （ANB）
  - 「瀬戸内殺人海流 帰らない女」（1980年）
  - 「痴漢 エリート団地妻VSハイミス姉妹」（1984年）
  - 「家政婦は見た!3 エリート家庭のあら探し 結婚スキャンダルの秘密」（1985年）
  - 「赤い螢は血の匂い」（1986年）
  - 「家政婦は見た!5 美しい名門女病院長 華やかな私生活の秘密」（1987年）
  - 「牟田刑事官事件ファイル8 湯けむり伊豆半島、女たちの殺人スポーツツアー」（1988年）
  - 「珊瑚色ラプソディ殺人事件」（1988年）
  - 「OL潜入! ニッポン風俗名所」（1988年）
  - 「ホテル大火災の殺人トリック!」（1990年）
  - 「博多発10時43分長崎本線の女」（1992年）
  - 「タクシードライバーの推理日誌4 幸福の代償」（1994年） - 山賀菊江
- 新・女捜査官 第13話「風俗最前線に消えた19歳の若妻」（1983年、ABC）
- 花王 愛の劇場 （TBS）
  - 家族づくり（1983年）
  - お鏡（1985年）
- 特捜最前線 （ANB）
  - 第338話「午前0時30分の証言者!」（1983年）
  - 第403話「死体番号6001のミステリー!」（1985年）
  - 第416話「老刑事・レジの女を張り込む!」（1985年）
- 木曜ゴールデンドラマ （YTV）
  - 「母の大罪」（1984年）
  - 「十八年目の同級生」（1984年）
  - 「許せ愛しき妻よ」（1984年）
  - 「わが子にぶつかれ!」（1985年）
  - 「母さん帰ってきて!」（1985年）
  - 「姑VS嫁 笑って乾杯!」（1985年）
  - 「再婚旅行」（1991年）
  - 「鉄窓の中の女友達」（1991年）
- 疑惑の女シリーズ / 乳房よ眠れ（1984年、ANB）
- 流れ星佐吉 第12話「女医は大涙に濡れて」（1984年、KTV）
- 月曜ワイド劇場 （ANB）
  - 「妻は夫に何を与えたか」（1984年）
  - 「女囚犯歴簿IV 仮出獄を待つ12号房の女2人!」（1985年）
  - 「ママ母VSママ娘、家出令嬢の課外授業」（1986年）
- 火曜サスペンス劇場 （NTV）
  - 「見知らぬ殺意」（1984年）
  - 「二度目のさよなら」（1985年）
  - 「妻の定年 私は狙われている!」（1985年）
  - 「裁かれた絆」（1985年）
  - 「不運な女」（1985年）
  - 「妻の生き甲斐」（1986年）
  - 「盗聴の夜」（1991年、CTV）
  - 「朝比奈周平ミステリー1 出雲路殺人事件」（1991年）
  - 「名無しの探偵8 彼女の人生」（1992年）
  - 「刑事・鬼貫八郎4 ゆすり」（1994年）
- ザ・ハングマンシリーズ（ABC / 松竹）
  - ザ・ハングマン4 第24話「落ちこぼれ小学生が密売組織と勝負する!」（1985年） - 安夫の母親
  - ザ・ハングマンV 第14話「エジソンがラブホテルで殺人者にされる!」（1986年） - 柴田正江
- 誇りの報酬 第15話「刑事になった理由」（1986年、NTV） - 酒井の妻（あきらの母）
- 夏樹静子サスペンス 「遠い秘密」（1986年2月3日、KTV）
- 金曜女のドラマスペシャル「団地妻連続殺人事件」（1986年2月28日、CX）
- 女ふたり捜査官 第5話「不倫で稼ぐ美人家庭教師」（1986年、ABC / テレパック）
- ザ・ドラマチックナイト「松本清張の地方紙を買う女」（1987年、CX）
- 男と女のミステリー「見えない絆」（1988年、CX）
- 土曜ドラマスペシャル「逃げて、逃げて…」（1988年、TBS）
- 乱歩賞作家サスペンス「美談の裏側」（1989年、KTV）
- 月曜・女のサスペンス「偽りのダイヤモンド」（1989年、TX）
- はぐれ刑事純情派 第3シリーズ第6話「ネコババをきめた女たち」（1990年5月9日、ANB）
- ドラマチック22「診察室はレモン色1」（1990年、TBS）
- 大江戸捜査網 第6話「美女連続失踪! 女の館に潜入せよ!」（1990年、TX）
- 文五捕物絵図 男坂界隈（1991年、NTV）
- 月曜ドラマスペシャル （TBS）
  - 「北海道縦断女二人旅 女もつらいよ」（1991年）
  - 「西新宿俳句おばさん事件簿」（1993年）
  - 「バスガイド愛子シリーズ」（1993年 - 1994年）
  - 「金田一耕助の傑作推理 黒い羽根の呪い」（1996年）
- 豆腐屋直次郎の裏の顔 第2話「美人が隠した二億四千万」（1992年、ABC / アズバーズ） - 桜子
- 悪女 第2話「出世してみます。」（1992年、YTV）
- 春日八郎物語（1993年、TX）
- 金曜エンタテイメント （CX）
  - 「名探偵 明智小五郎 地獄の道化師」（1994年）
  - 「十津川警部夫人の旅情殺人推理3」（2005年） - 合田明江
- 花王ファミリースペシャル「ドラマ結婚式場 花嫁介添人がゆく6」（1995年、KTV）
- 月曜ミステリー劇場 （TBS）
  - 「冤罪〜父と子の旅路〜」（2005年）
  - 「税務調査官・窓際太郎の事件簿14」（2006年）
- ドラマコンプレックス「シロサギは静かに笑う」（2006年、NTV）
- 麗わしき鬼（2007年、THK） - 南崎フキ

### 舞台
- その男ゾルバ
- 花ふたたび
- バリーホリーストーリー